# Artemisia bejdemaniae
Artemisia bejdemaniae là một loài thực vật có hoa trong họ Cúc. Loài này được Leonova mô tả khoa học đầu tiên năm 1970.